# Rhaptopetalum sessilifolium
Espèce
Statut de conservation UICN

 EN B1ab(iii)+2ab(iii) : En danger
Rhaptopetalum sessilifolium Engl. est une espèce de plantes à fleurs de la famille des Lecythidaceae et du genre Rhaptopetalum, endémique du Cameroun.

## Description
Rhaptopetalum sessilifolium est un grand arbuste du Cameroun.

## Habitat et distribution
Rhaptopetalum sessilifolium est une plante qui pousse dans les forêts à feuilles persistantes à une altitude d'environ 700-800 m.

## Conservation
Rhaptopetalum sessilifolium est une plante classée en danger.